# العلاقات الأوزبكستانية البولندية
العلاقات الأوزبكستانية البولندية هي العلاقات الثنائية التي تجمع بين أوزبكستان وبولندا.

## مقارنة بين البلدين
هذه مقارنة عامة ومرجعية للدولتين:
| وجه المقارنة                                              | أوزبكستان       | بولندا                                                                             |
| --------------------------------------------------------- | --------------- | ---------------------------------------------------------------------------------- |
| المساحة (كم2)                                             | 448.98 ألف      | 312.68 ألف                                                                         |
| عدد السكان (نسمة)                                         | 32.39 مليون     | 38.43 مليون                                                                        |
| الكثافة السكانية (ن./كم²)                                 | 72.14           | 122.91                                                                             |
| العاصمة                                                   | طشقند           | وارسو                                                                              |
| اللغة الرسمية                                             | اللغة الأوزبكية | اللغة البولندية                                                                    |
| العملة                                                    | سوم أوزبكستاني  | زلوتي بولندي                                                                       |
| الناتج المحلي الإجمالي (بليون دولار)                      | 48.72 مليار     | 524.51 مليار                                                                       |
| الناتج المحلي الإجمالي (تعادل القوة الشرائية) بليون دولار | 190.50 مليار    | 1.02 تريليون                                                                       |
| الناتج المحلي الإجمالي الاسمي للفرد دولار أمريكي          | 2.13 ألف        | 12.55 ألف                                                                          |
| الناتج المحلي الإجمالي للفرد دولار أمريكي                 | 5.57 ألف        | 26.14 ألف                                                                          |
| مؤشر التنمية البشرية                                      | 0.675           | 0.843                                                                              |
| رمز المكالمات الدولي                                      | +998            | +48                                                                                |
| رمز الإنترنت                                              | .uz             | .pl                                                                                |
| المنطقة الزمنية                                           | ت ع م+05:00     | توقيت وسط أوروبا، ت ع م+01:00، ت ع م+02:00، أوروبا/وارسو ‏، توقيت وسط أوروبا الصيفي |

## منظمات دولية مشتركة
يشترك البلدان في عضوية مجموعة من المنظمات الدولية، منها:
| علم المنظمة | اسم المنظمة                        | تاريخ انضمام أوزبكستان | تاريخ انضمام بولندا |
| ----------- | ---------------------------------- | ---------------------- | ------------------- |
|             | وكالة ضمان الاستثمار متعدد الأطراف | 4 نوفمبر 1993          | 29 يونيو 1990       |
|             | منظمة الشرطة الجنائية الدولية      | ?                      | ?                   |
|             | منظمة حظر الأسلحة الكيميائية       | ?                      | ?                   |
|             | الفريق المعني برصد الأرض           | ?                      | ?                   |
|             | الأمم المتحدة                      | 2 مارس 1992            | 24 أكتوبر 1945      |
|             | مؤسسة التمويل الدولية              | 30 سبتمبر 1993         | 29 ديسمبر 1987      |
|             | يونسكو                             | 26 أكتوبر 1993         | 6 نوفمبر 1946       |
|             | مؤسسة التنمية الدولية              | 24 سبتمبر 1992         | 28 أكتوبر 1960      |
|             | البنك الدولي للإنشاء والتعمير      | 21 سبتمبر 1992         | 27 يونيو 1986       |
|             | الاتحاد البريدي العالمي            | ?                      | 1 مايو 1919         |
|             | منظمة الأمن والتعاون في أوروبا     | 30 يناير 1992          | 25 يونيو 1973       |
|             | الاتحاد الدولي للاتصالات           | 10 يوليو 1992          | 1921                |

## وصلات خارجية
- موقع وزارة الخارجية الأوزبكستانية
- موقع وزارة الخارجية البولندية